# Kathedrale von Aire

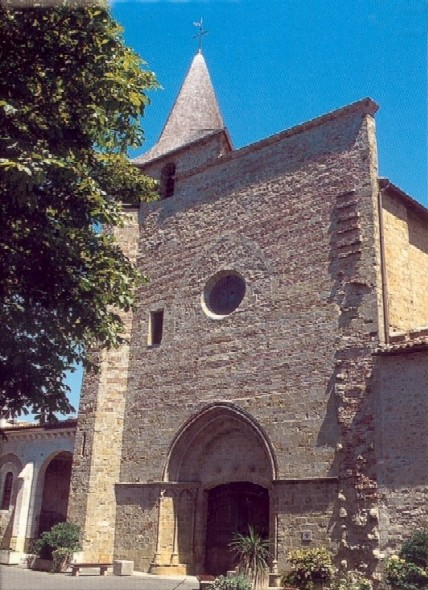
Kathedrale von Aire

Die Kathedrale von Aire (Cathédrale Saint-Jean-Baptiste d’Aire) ist eine römisch-katholische Kathedrale in der französischen Stadt Aire-sur-l’Adour. Sie ist dem heiligen Johannes dem Täufer geweiht und war früher Sitz des Bischofs von Aire.
Nachdem sie während der Französischen Revolution diesen Status verloren hatte, wurde sie bei den Reformen im frühen 19. Jahrhundert Bischofssitz der kombinierten Diözese Aire und Dax. Im Jahr 1933 wurde der Bischofssitz allerdings nach Dax verlegt. Die Kathedrale hat seitdem den Status einer Konkathedrale und ist damit neben der Kathedrale von Dax die zweite Hauptkirche des Bistums.

## Geschichte
Die Kathedrale entstand im 11. und 12. Jahrhundert und wurde zwischen dem 14. und dem 17. Jahrhundert mehrmals verändert. Das gegenwärtige Erscheinungsbild der Kathedrale weist daher verschiedene Baustile auf. Aus dem 12. Jahrhundert sind noch die Apsis und drei Joche erhalten geblieben. Die wuchtige Front aus dem 13. Jahrhundert hat ein einfach gewölbtes Portal mit einem Spitzbogen und wird von einem Turm mit einem Schieferdach erhöht. Die heutige Sakristei war ursprünglich ein Kapitelsaal aus dem 14. Jahrhundert. Die gotischen Gewölbe werden von zentralen Säulen getragen, die den Eindruck von Palmen hervorrufen. Das Langschiff hat spitzbögige Gewölbe aus dem 14. Jahrhundert. Der Chor wird von vier Chorkapellen mit Blick auf das Querschiff flankiert. Die Orgel und die Seitenaltäre stammen wie auch der Hochaltar, das Parkett und dem Rest der Einrichtung aus dem späten 18. Jahrhundert. Im Zuge der Verlängerung der Apsis in Richtung Park wurde die Orangerie, ein Steingebäude aus dem 17. Jahrhundert, für vorübergehende Ausstellungen genutzt.
Die Kathedrale hat eine Länge von 48 Metern, im Langschiff eine Breite von 8 Metern und an der höchsten Stelle des Gewölbes eine Höhe von 15 Metern.

## Orgel

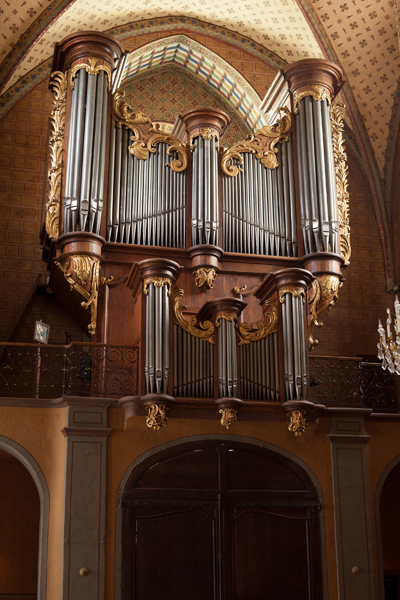
Blick auf die Orgel

Die Orgel wurde 1757–1759 durch die Orgelbauer Dom Bédos de Celles erbaut.
| I Positif de dos C,D-d3 |        |
| Montre                  | 8'     |
| Bourdon                 | 8'     |
| Prestant                | 4'     |
| Nasard                  | 2 ⁄3'  |
| Doublette               | 2'     |
| Tierce                  | 1 3⁄5' |
| Larigot                 | 1 ⁄3'  |
| Plein-jeu V             |        |
| Cromorne                | 8'     |

| II Grand-Orgue C,D-d3 |         |
| Bourdon               | 16'     |
| Montre                | 08'     |
| Bourdon               | 08'     |
| Prestant              | 04'     |
| Nasard                | 02 ⁄3'  |
| Doublette             | 02'     |
| Tierce                | 01 3⁄5' |
| Cornet V              |         |
| Plein-jeu VII         |         |
| Trompette             | 08'     |
| Voix humaine          | 08'     |
| Clairon               | 04'     |

| III Récit c1-d3 |     |
| Cornet V        |     |
| Hautbois        | 08' |

| IV Écho d0-d3 |     |
| Bourdon       | 08' |
| Prestant      | 04' |
| Cornet III    |     |
| Cromorne      | 08' |

| Pédale C,D-g1 |     |
| Flûte         | 08' |
| Flûte         | 04' |
| Trompette     | 08' |
| Clairon       | 04' |

## Wallfahrt
Die Kathedrale von Aire markiert eine Station an der Via Podiensis, einer der Pilgerrouten auf dem Weg zum Grab des heiligen Jakobs in Santiago de Compostela. Sie wurde von der UNESCO 1998 als Teil der französischen Jakobswege in die Liste des Weltkulturerbes aufgenommen.